# Biloluțk
Biloluțk (în ucraineană Білолуцьк) este o așezare de tip urban din raionul Novopskov, regiunea Luhansk, Ucraina. În afara localității principale, mai cuprinde și satul Kuban.

## Demografie
Componența lingvistică a așezării de tip urban Biloluțk
     Ucraineană (94,64%)
     Rusă (4,84%)
     Alte limbi (0,19%)
Conform recensământului din 2001, majoritatea populației așezării de tip urban Biloluțk era vorbitoare de ucraineană (94,64%), existând în minoritate și vorbitori de rusă (4,84%).